# Radio Bart
"Radio Bart" är avsnittet 13 från säsong tre av Simpsons. Avsnittet sändes på Fox i USA den 9 januari 1992. I avsnittet får Bart en mikrofon som spelar upp ljudet till närliggande radioapparater och med hjälp av dem lurar han alla att tro att en pojke vid namn "Timmy" har ramlat ner i en brunn och inte kan komma upp. Men då han inser att han kan åka fast, hamnar han själv i brunnen. Avsnittet skrevs av Jon Vitti och regisserades av Carlos Baeza, i avsnittet medverkar Sting som sig själv. Avsnittet fick en Nielsen rating på 14.1 och det mest sedda på Fox under veckan. Avsnitt nominerades till en Emmy Award för "Outstanding Animated Program (For Programming less than One Hour)".

## Handling
Bart ska fylla år och efter att Homer sett en TV-reklam för en kortvågsradio med mikrofon bestämmer han sig för att köpa den till Bart. Under Barts födelsedagsfest blir han deprimerad då han inte får roliga presenter och är också besviken på mikrofonen, men börjar senare använda den för att skämta. Han lurar Ned Flanders pojkar att tro att Gud talar till dem, han avlyssnar Lisas prat om pojkar med  Janey och får Homer att tro att marsmänniskor invaderar jorden. Bart kastar senare ner radion i en brunn och pratar ur den genom mikrofonen och lurar invånarna i Springfield att tro att en föräldralös som heter Timmy O'Toole har fallit ner i brunnen. Man inser att man inte kan få ut honom ur brunnen och hela staden börjar bry sig om "Timmy", ett exempel är att Krusty gör tillsammans med Sting och andra kändisar en välgörenhetslåt. Lisa förstår efter en tid att Bart är rösten till "Timmy" och han lagt en radio i brunnen. Hon påminner Bart att han troligen satt sitt namn på radio genom namntagningsapparaten han fick i födelsedagspresent, vilken ha gjort. Bart går då ner i brunnen för att hämta radion men kommer inte upp och berättar sanningen. Invånarna i Springfield blir då arga på honom och bryr sig inte om honom. När Homer och Marge inser att staden inte gör något för att få ut honom börjar Homer gräva en tunnel till Bart, och han får snart hjälp av andra i Springfield. Bart är glad över att blivit räddad och de bestämmer sig för att se till att ingen ramlar ner i brunnen genom att sätta upp en varningsskylt.

## Produktion
"Radio Bart" skrevs av Jon Vitti och regisserades av Carlos Baeza. Idén till avsnittet kom från Matt Groening och det är baserat på Sensationen för dagen. Vitti har dock inte sett filmen förrän avsnittet hade gjorts, eftersom Groening gav honom hela synopisen. Vitti hyrde filmen efter att han gjort klart manuset, men det var svårt att hitta någon butik som ville hyra filmen. Producenterna försökte få Bruce Springsteen att medverka i avsnittet, men då han inte ville tog de Sting istället. Enligt Al Jean är Sting en av hans favoritgästskådespelare som har dykt upp i serien. Enligt David Silverman baseras Stings karaktär i avsnittet på hans personlighet, eftersom han har kämpat för politiska och sociala mål även i verkliga livet. Sting var i New York när avsnittet spelades in, så Vitti flög över dit för att spela in replikerna. TV-reklamen för mikrofonen är inspirerad av ett Roncos Mr. Microphone från slutet av 1970-talet, där en pojke blir populär bland tjejer genom att använda sin egen mikrofon för att höras i radion. Båda reklamfilmerna har samma repliker när pojken pratar med tjejerna. I den riktiga reklamfilmen sjunger pojken "Convoy". Producenterna ville dock ursprungligen att i Simpsons skulle sjunga "The Wreck of the Edmund Fitzgerald". Enligt Vitti användes inte låten, eftersom kompositören Gordon Lightfoot gjort så att de måste söka tillstånd hos alla anhöriga till S.S. Edmund Fitzgerald som låten handlar om. I en annan scen använder Bart sin radio för att få att Homer tro på att utomjordingar invaderar jorden. Från början var det tänkt att Homer tänkte skapa en punch tillverkad av Kool-Aid och råttgift, så att han och familjen kunde begå självmord innan marsmänniskorna skulle komma. Författarna ansåg dock att scenen var för mörk och ändrade det till att Homer går ut med ett hagelgevär för att döda marsmänniskorna, innan han får reda på att Bart lurat honom.

## Kulturella referenser
I början av avsnittet tittar Homer på Soul Train. Restaurangen  Wall E. Weasel är en parodi på Chuck E. Cheese's. Välgörenhetsången "We're Sending Our Love Down the Well" är en parodi på "We Are the World", och idén att kändisar sjunger den är en parodi från USA for Africa där 45 kändisar sjöng tillsammans "We Are the World". Funky-See, Funky-Do wmed deras låt "I Do Believe We're Naked" liknar musikstilen hos Milli Vanilli. Avsnittet liknar också en olycka med Jessica McClure, som föll ner i en brunn och fick stöd från medborgarna och kändisar.
 När en medborgare föreslår att man ska använda en chokladbit på en fiskkrok för att rädda "Timmy" är en hänvisning till Hajen.

## Mottagande
Programmet hamnade på plats 31 över mest sedda program under veckan med en Nielsen rating på 14.1 vilket av 13 miljoner hushåll och det mest sedda programmet på Fox under veckan. Avsnittet nominerades till en Emmy Award för "Outstanding Animated Program (For Programming less than One Hour)". Radio Bart lämnades som nominering av produktionspersonalen eftersom det var deras bästa avsnitt under säsongen. Al Jean har sagt att han trodde att de eller Ren & Stimpy skulle vinna.  Enligt Kirk Baird på Las Vegas Sun är avsnitt det näst bästa i serien. och enligt Sarah Culp på The Quindecim är det det tredje bästa.  Från DVD Movie Guide anser Colin Jacobson att detta är en av de bättre avsnitten. The Daily Telegraph anser att detta är ett av de tio bästa avsnittetn i Simpsons. Entertainment Weekly anser att "Radio Bart" är det tjugonde bästa avsnittet av simpsons. Från Monsters and Critics kallar Trent McMartin, Stings medverkan som "humoristisk". På Total Film' anser Nathan Ditum att Sting är den elfte bästa gästskådespelaren Tom Nawrocki från Rolling Stone anser att "We're Sending Our Love Down the Well" är en av de bästa sångerna i serien.